# Kári Sölmundarson
Kári Sölmundarson (también Sölmundsson, n. 980) fue un mercenario vikingo de las Hébridas de finales del siglo X e inicios del XI que aparece como un personaje principal en la saga de Njál. Kári era el hijo de Sólmundur Þorbjörnsson. La Saga de Grettir se refiere a Kári como "Kári el Chamuscado," una referencia a su fuga tras la quema de Bergþórshvoll. También se le menciona en la saga Eyrbyggja.
Kári era un hombre de armas del séquito de Sigurd el Fuerte, jarl de las Orcadas. Fue al rescate de los hermanos Helgi y Grim Njalsson, los hijos de Njáll Þorgeirsson de Bergþórshvoll, Islandia en la década de 990. Ambos hermanos estaban en una expedición comercial en las islas británicas cuando fueron atacados por los vikingos Snaekólf y Grjótgard Moddansson. Kári mató a los piratas y llevó a los Njalsson a las islas Orcadas donde permanecieron en la corte de Sigurd por cierto tiempo, luchando en sus campañas al norte y centro de Escocia.
Kári fue de nuevo en ayuda de Helgi y Grim cuando los hermanos fueron arrestados por el jarl de Lade, Håkon Sigurdsson por colaborar en una fuga de un camarada islandés, Thrain Sigfusson.

## Islandia
Cuando Helgi y Grim regresaron a Islandia, Kári les acompañó y compró una hacienda en Dyrholmar, aunque se asentó en Bergthorshvoll, donde se casó con la hija de Njáll, Helga Njalsdottir e hizo una íntima amistad con otro hijo de Njáll, Skarphedin Njalsson. Fue una época de conversiones al cristianismo y es probable que el mismo Kári aceptase la nueva fe, al menos públicamente, durante el Althing del año 1000.
Kári se vio inmerso en la enemistad entre los Njalsson y el clan familiar de Thrain Sigfusson, participando en la emboscada y asesinato de Skarphedin a Thrain. Hacia 1010, los aliados de Thrain y familiares, liderados por Flosi Þórðarson, atacaron Bergthorshvoll y quemaron a sus habitantes dentro de sus hogares. Njáll, su esposa Bergthora y su nieto (el hijo de Kári), Thord Karason rechazaron la oferta de rendición de Flosi y todos murieron entre las llamas.

## Consecuencias y acontecimientos tras el incendio
Kári reunió aliados y persiguió a los incendiarios. La lucha estalló y casi se convirtió en una guerra civil a gran escala hasta que Snorri Goði y sus seguidores separaron las partes beligerantes. Como parte de un acuerdo forzado, los incendiarios fueron exiliados por tres años, pero Kári les atacó en su camino y persiguió a los que escaparon al extranjero. Kári y un pequeño grupo de seguidores dedicaron los años siguientes a la venganza, llegando hasta las Orcadas y Bretland. En una ocasión, Kári entró en la sala mayor del jarl Sigurd de las Orcadas que estaba acompañado de Sigtrygg Silkiskegg, mientras Gunnar Lambason contaba su versión del incendio de Bergthorshvoll, llena de calumnias, no dudó en matarle y compuso el siguiente verso:
Audaces hombres en la batalla,
presumen de la quema de Njal.
Pero ¿han escuchado,
como fueron acosados?
Los dadores de oro tuvieron buen rendimiento a cambio,
los cuervos se festejaron en su carne.
Para el jarl Sigurd «nadie se podía equiparar en valor con Kári». Kári permaneció en Caithness durante la batalla de Clontarf en 1014, cuando el jarl Sigurd, el rey Sigtrygg y sus aliados lucharon contra Brian Boru, Gran rey de Irlanda. Durante su estancia en Escocia, su esposa Helga murió. Flosi regresó a Islandia tras una peregrinación a Roma. Kári le siguió, pero naufragó en la costa cercana a la hacienda de Flosi. Como prueba de nobleza, Flosi fue en su ayuda y así llegaron a una paz definitiva. Kári casó de nuevo con la sobrina de Flosi, Hildigunn, viuda de Hoskuld Thrainsson, hijo de Thráin Sigfusson e hijo adoptivo de Njáll.

## Descendencia
Kári tuvo cuatro hijos con Helga: Thord, que murió en el incendio de Bergthorshvoll, y tres hijas Thorgerd, Ragnheid y Valgerd. Con Hildigunn, tuvo tres hijos: Starkad, Thord y Flosi. El hijo de Flosi, Kolbeinn Flosason, fue un poderoso caudillo vikingo y lögsögumaður a mediados del siglo XI.